# Heilig-Geist-Kirche (Krakau)
Die Heilig-Geist-Kirche (polnisch Kościół Świętego Ducha) in Krakau war eine katholische Kirche an der pl. Św Ducha im nördlichen Teil der Krakauer Altstadt. Sie wurde 1244 von den Hospitalitern vom Heiligen Geist neben der Heilig-Kreuz-Kirche erbaut und im 19. Jahrhundert abgerissen. Der Name des Platzes pl. Św Ducha (Platz des Heiligen Geistes) geht auf die Kirche zurück.

## Geschichte
Die Kirche wurde vor 1244 von dem Orden der Hospitaliter vom Heiligen Geist im Stil der Backsteingotik gebaut. Die Heilig-Geist-Kirche und das Spitalgebäude sind nicht mehr erhalten. 

## Geographische Lage
Die Kirche befand sich am nördlichen Teil der Krakauer Altstadt auf dem pl. Św Ducha.